# ノース・ヨークシャー統監
ノース・ヨークシャー統監（ノース・ヨークシャーとうかん、英語: Lord Lieutenant of North Yorkshire）は、イギリスの官職。統監の1つで、ノース・ヨークシャーを担当する。1972年地方行政法でイングランドおよびウェールズの地方自治体再編が行われ、同法第218(1)条によりグレーター・ロンドンおよび各都市・非都市カウンティに統監が1人ずつ任命されることとなった。同法でノース・ライディング・オブ・ヨークシャーがノース・ヨークシャーに再編されたため、1974年の同法施行とともにノース・ヨークシャー統監が任命された。

## 一覧
- 1974年4月1日 – 1987年：第4代ノーマンビー侯爵オズワルド・フィップス（英語版）[3]
  - ノース・ライディング・オブ・ヨークシャー統監（英語版）より続投[2]
- 1987年3月24日 – 1999年：第5代準男爵サー・マーカス・ウォーズリー（英語版）[3]
- 1999年3月15日 – 2014年9月12日：第2代クラソーン男爵ジェームズ・ダグデイル（英語版）[3][4]
- 2014年9月12日 – 2018年5月30日：バリー・ジョン・ドッド（英語版）[4][5]
- 2018年11月6日 – ：ジョハンナ・ロプナー（英語版）[6]